# Görkwitz
Görkwitz é um município da Alemanha localizado no distrito de Saale-Orla, estado de Turíngia.
Pertence ao Verwaltungsgemeinschaft de Seenplatte.

## Demografia
Evolução da população (31 de dezembro):
| - 1994 – 278 - 1995 – 274 - 1996 – 282 - 1997 – 307 | - 1998 – 322 - 1999 – 342 - 2000 – 333 - 2001 – 333 | - 2002 – 336 - 2003 – 334 - 2004 – 334 - 2005 – 325 |

Fonte: Thüringer Landesamt für Statistik